# Mysmenopsis shushufindi
Espèce
Mysmenopsis shushufindi est une espèce d'araignées aranéomorphes de la famille des Mysmenidae.

## Distribution
Cette espèce se rencontre en Équateur et au Brésil.

## Description
Le mâle holotype mesure 1,89 mm et la femelle paratype 1,85 mm.

## Éthologie
Cette araignée cleptoparasite se rencontre sur la toile de Linothele sp. et d'Aglaoctenus sp..

## Systématique et taxinomie
Cette espèce a été décrite par Dupérré et Tapia en 2020.

## Étymologie
Son nom d'espèce lui a été donné en référence au lieu de sa découverte, Shushufindi.

## Publication originale
- Dupérré & Tapia, 2020 : « Megadiverse Ecuador: a review of Mysmenopsis (Araneae, Mysmenidae) of Ecuador, with the description of twenty-one new kleptoparasitic spider species. » Zootaxa, no 4761(1), p. 1-81.